# Hoplitis mocsaryi
Hoplitis mocsaryi là một loài Hymenoptera trong họ Megachilidae. Loài này được Friese mô tả khoa học năm 1895.